# Граф Коули
Граф Коули (англ. Earl Cowley) — наследственный титул в системе Пэрства Соединённого королевства.

## История
Титул графа Коули был создан 11 апреля 1857 года для британского дипломата Генри Уэлсли, 2-го барона Коули (1804—1884). Он был послом Великобритании в Швейцарии (1848—1851), Германском союзе (1848—1852) и во Франции (1852—1867). Вместе с графским титулом он получил титул виконта Дангага из Дангана в графстве Мит (Пэрство Соединённого королевства). Лорд Коули был старшим сыном Генри Уэлсли, 1-го барона Коули (1773—1847), который, как и его сын, был дипломатом и являлся послом во Франции (1835, 1841—1846). В 1828 году для него был создан титул барона Коули из Уэлсли в графстве Сомерсет (Пэрство Соединённого королевства). Член известной семьи Уэлсли, лорд Коули был пятым (младшим) сыном Гаррета Уэлсли, 1-го графа Морнингтона (1735—1781), и младшего брата Артура Уэлсли, 1-го герцога Веллингтона, и Ричарда Уэлсли, 1-го маркиза Уэлсли.
Первому графу в 1884 году наследовал его старший сын, Уильям Генри Уэлсли, 2-й граф Коули (1834—1895). Он был подполковником Колдстримской гвардии и участвовал в Крымской войне с Россией. Его потомок, Ричард Фрэнсис Уэлсли, 6-й граф Коули (1946—1975), занимал пост лорда в ожидании в январе-марте 1974 года в правительстве консерваторов Эдварда Хита.
По состоянию на 2025 год, обладателем графского титула являлся его двоюродный брат, Гаррет Грэм Уэлсли, 8-й граф Коули (род. 1965) — сын Гаррета Грэма Уэлсли, 7-го графа Уэлсли (1934—2016). Он был старшим сыном 4-го графа Уэлсли от второго брака и сводным братом 5-го графа Уэлсли.

## Бароны Коули (1828)
- 1828—1847: Генри Уэлсли, 1-й барон Коули (20 января 1773 — 27 апреля 1847), младший (пятый) сын Гаррета Уэлсли, 1-го графа Морнингтона;
- 1847—1884: Генри Ричард Чарльз Уэлсли, 2-й барон Коули (17 июня 1804 — 15 июля 1884), старший сын предыдущего, граф Коули с 1857 года.

## Графы Коули (1857)
- 1857—1884: Генри Ричард Чарльз Уэлсли, 1-й граф Коули (17 июня 1804 — 15 июля 1884), старший сын Генри Уэлсли, 1-го барона Коули;
- 1884—1895: Уильям Генри Уэлсли, 2-й граф Коули (25 августа 1834 — 28 февраля 1895), старший сын предыдущего;
- 1895—1919: Генри Морнингтон Артур Уэлсли, 3-й граф Коули (14 января 1866 — 15 января 1919), единственный сын предыдущего;
- 1919—1962: Кристиан Артур Уэлсли, 4-й граф Коули (25 декабря 1890 — 29 августа 1962), единственный сын предыдущего от первого брака;
- 1962—1968: Дэнис Артур Уэлсли, 5-й граф Коули (25 декабря 1921 — 23 марта 1968), второй сын предыдущего от первого брака;
- 1968—1975: Ричард Фрэнсис Уэлсли, 6-й граф Коули (12 июня 1946 — 13 декабря 1975), единственный сын предыдущего;
- 1975—2016: Гаррет Грэм Уэлсли, 7-й граф Коули (30 июня 1934 — 17 июня 2016), старший сын 4-го графа Коули от второго брака;
- 2016 — настоящее время: Гаррет Грэм Уэлсли, 8-й граф Коули (род. 30 марта 1965), единственный сын предыдущего;
  - Наследник: Генри Артур Уэлсли, виконт Данган (род. 3 декабря 1991), старший сын предыдущего.